# Dragu-mi-i bădiță
Ciobănaș de la miori este un cântec popular interpretat de Lucreția Ciobanu.